# Agrias beatifica
Agrias beatifica är en fjärilsart som beskrevs av William Chapman Hewitson 1869. Agrias beatifica ingår i släktet Agrias och familjen praktfjärilar. Inga underarter finns listade i Catalogue of Life.